# Charmois (Territorio di Belfort)
Charmois è un comune francese di 301 abitanti situato nel dipartimento del Territorio di Belfort nella regione della Borgogna-Franca Contea.

## Storia

### Simboli
Il ramo di carpine (charme in francese) nello stemma di Charmois rappresenta la pianta che ha dato il nome al paese.

## Società

### Evoluzione demografica
Abitanti censiti